# Pablo Ernesto Sánchez Cerro
Pablo Ernesto Sánchez Cerro (siglo XX) fue un político peruano. Hermano de Luis Miguel Sánchez Cerro, presidente del Perú. Fue diputado constituyente (1931-1936) y ministro de Fomento y Obras Públicas (1933).

## Biografía
Hijo de Antonio Sánchez y Rosa Cerro de Sánchez, de una familia de clase media, modesta, pero bien constituida. Era solo un anodino estudiante de medicina cuando, en 1930, su hermano Luis Sánchez Cerro, comandante del Ejército Peruano, subió al poder tras protagonizar un golpe de Estado contra el presidente Augusto B. Leguía. A partir de entonces, Pablo Ernesto empezó su carrera en la administración pública al amparo de su hermano. Fue nombrado Director de la oficina de Salud Pública, mientras que su otro hermano, Hortensio, también consiguió un empleo estatal. No solo ellos, sino que todos los parientes del dictador, durante su breve gobierno encabezando la Junta de Gobierno (agosto de 1930 a marzo de 1931), obtuvieron empleo en el Estado; los colaboradores del régimen debieron hacer otro tanto.
Se sospechaba que Pablo Ernesto controlaba el comercio del opio que anteriormente había estado en manos de Juan Leguía y que tenía conexiones con otros negocios turbios como el juego y la prostitución. Lo cierto es que en 1931 manejó la campaña electoral de su hermano contando con buen financiamiento, y él mismo postuló con éxito a una diputación por Piura ante el Congreso Constituyente.
En el Congreso Constituyente, Pablo Ernesto fue uno de los más acérrimos defensores del gobierno de su hermano, como miembro de la bancada urrista (apelativo derivado del nombre del partido gobiernista: Unión Revolucionaria, cuya sigla era UR). En cierta ocasión, pretendió agredir a Luis Antonio Eguiguren en el salón de la Presidencia del Congreso, a raíz de una moción de censura aprobada contra el premier y ministro de gobierno Luis A. Flores.
Tras el asesinato de su hermano en abril de 1933, el nuevo mandatario, general Óscar R. Benavides le ofreció la cartera de Fomento y Obras Públicas. Pablo Ernesto se hallaba receloso con el nuevo gobernante, pero finalmente aceptó. Con esta maniobra política (que se complementaba con la readmisión en el gabinete de Luis A. Flores, esta vez como ministro de Marina y Aviación), Benavides buscaba ante la opinión pública que se le viera como un continuador de la política sanchecerrista. Empero, Pablo Ernesto no se mantuvo por mucho tiempo en el Ministerio y renunció tras dos meses, junto con los demás miembros del gabinete.
Fue elegido diputado por la provincia de Lima en 1939 por el partido Concentración Nacional que postuló a Manuel Prado Ugarteche a la presidencia de la república.